# Toms Skujiņš
Toms Skujiņš (Carnikava, 15 de junio de 1991) es un ciclista profesional letón que desde 2018 corre para el equipo estadounidense Lidl-Trek. 

## Palmarés
2013
- 1 etapa del Tour de Blida
- Carrera de la Paz sub-23, más 1 etapa
- 3.º en el Campeonato de Letonia en Ruta

2014
- Tour de Beauce, más 2 etapas

2015
- 1 etapa del Tour de California
- Winston Salem Cycling Classic
- UCI America Tour

2016
- 1 etapa del Tour de California
- 3.º en el Campeonato de Letonia Contrarreloj
- 3.º en el Campeonato de Letonia en Ruta

2017
- 1 etapa de la Settimana Coppi e Bartali
- 2.º en el Campeonato de Letonia Contrarreloj

2018
- Trofeo Lloseta-Andrach[1]
- 1 etapa del Tour de California
- Campeonato de Letonia Contrarreloj
- Tres Valles Varesinos

2019
- Campeonato de Letonia en Ruta

2021
- Campeonato de Letonia Contrarreloj
- Campeonato de Letonia en Ruta

2022
- Campeonato de Letonia Contrarreloj

2023
- Campeonato de Letonia Contrarreloj
- 3.º en el Campeonato de Letonia en Ruta

2025
- Campeonato de Letonia Contrarreloj
- Campeonato de Letonia en Ruta

## Resultados

### Grandes Vueltas
| Carrera | Carrera         | 2011 | 2012 | 2013 | 2014 | 2015 | 2016 | 2017  | 2018 | 2019 | 2020 | 2021 | 2022 | 2023 | 2024 | 2025 |
| ------- | --------------- | ---- | ---- | ---- | ---- | ---- | ---- | ----- | ---- | ---- | ---- | ---- | ---- | ---- | ---- | ---- |
|         | Giro de Italia  | —    | —    | —    | —    | —    | —    | —     | —    | —    | —    | —    | —    | 31.º | —    | —    |
|         | Tour de Francia | —    | —    | —    | —    | —    | —    | —     | 82.º | 81.º | 81.º | 71.º | 60.º | —    | 45.º | 95.º |
|         | Vuelta a España | —    | —    | —    | —    | —    | —    | 123.º | —    | —    | —    | —    | —    | —    | —    | —    |

—: no participa

Ab.: abandono

### Clásicas, Campeonatos y JJ. OO.
| Omloop Het Nieuwsblad   | Omloop Het Nieuwsblad   | — | —    | —             | —             | —             | —     | —             | —             | —             | —             | —    | 50.º | —    | 27.º | 31.º |    |    |
| Kuurne-Bruselas-Kuurne  | Kuurne-Bruselas-Kuurne  | — | —    | —             | —             | —             | —     | —             | —             | —             | —             | —    | 79.º | —    | 17.º | 82.º |    |    |
| Strade Bianche          | Strade Bianche          | — | —    | —             | —             | —             | —     | 75.º          | —             | 9.º           | Ab.           | 44.º | 16.º | 17.º | 2.º  | 12.º |    |    |
|                         | Milán-San Remo          | — | —    | —             | —             | —             | —     | 82.º          | —             | 83.º          | —             | 74.º | 88.º | 88.º | 32.º | —    |    |    |
| A Través de Flandes     | A Través de Flandes     | — | —    | —             | —             | —             | —     | —             | —             | —             | —             | —    | Ab.  | —    | 28.º | Ab.  |    |    |
| E3 Saxo Classic         | E3 Saxo Classic         | — | —    | —             | —             | —             | —     | —             | —             | —             | —             | —    | —    | 62.º | 8.º  | 11.º |    |    |
| Gante-Wevelgem          | Gante-Wevelgem          | — | —    | —             | —             | —             | —     | —             | —             | —             | 86.º          | —    | —    | 51.º | —    | 46.º |    |    |
|                         | Tour de Flandes         | — | —    | —             | —             | —             | 55.º  | —             | —             | —             | 81.º          | —    | 96.º | —    | 10.º | 37.º |    |    |
| Scheldeprijs            | Scheldeprijs            | — | —    | —             | —             | —             | —     | —             | —             | —             | 149.º         | —    | —    | —    | —    | —    |    |    |
|                         | París-Roubaix           | — | —    | —             | —             | —             | —     | —             | —             | —             | X             | 44.º | Ab.  | —    | —    | —    |    |    |
| Flecha Brabanzona       | Flecha Brabanzona       | — | —    | —             | —             | —             | 92.º  | 125.º         | —             | —             | —             | 5.º  | —    | 9.º  | —    | —    |    |    |
| Amstel Gold Race        | Amstel Gold Race        | — | —    | —             | —             | —             | 67.º  | 125.º         | 40.º          | 23.º          | X             | 86.º | 28.º | 28.º | 39.º | 39.º |    |    |
| Flecha Valona           | Flecha Valona           | — | —    | —             | —             | —             | 147.º | 134.º         | 104.º         | 62.º          | 40.º          | 48.º | —    | —    | 12.º | —    |    |    |
|                         | Lieja-Bastoña-Lieja     | — | —    | —             | —             | —             | 38.º  | 107.º         | 88.º          | 26.º          | 35.º          | 22.º | —    | —    | 48.º | —    |    |    |
| Clásica San Sebastián   | Clásica San Sebastián   | — | —    | —             | —             | —             | —     | —             | 23.º          | 13.º          | X             | —    | 7.º  | 6.º  | —    | 43.º |    |    |
| Bretagne Classic        | Bretagne Classic        | — | —    | —             | —             | —             | —     | —             | —             | —             | —             | —    | 9.º  | —    | —    |      |    |    |
| Cyclassics Hamburg      | Cyclassics Hamburg      | — | —    | —             | —             | —             | —     | —             | —             | 32.º          | X             | X    | —    | 30.º | —    |      |    |    |
| Gran Premio de Quebec   | Gran Premio de Quebec   | — | —    | —             | —             | —             | 91.º  | —             | 88.º          | 106.º         | X             | X    | 14.º | 28.º | 22.º |      |    |    |
| Gran Premio de Montreal | Gran Premio de Montreal | — | —    | —             | —             | —             | 22.º  | —             | 13.º          | 23.º          | X             | X    | 12.º | 35.º | 6.º  |      |    |    |
| París-Tours             | París-Tours             | — | 52.º | —             | —             | —             | —     | —             | —             | —             | —             | —    | 40.º | 65.º | —    |      |    |    |
|                         | Giro de Lombardía       | — | —    | —             | —             | —             | —     | —             | 44.º          | 43.º          | —             | 27.º | —    | —    | 96.º |      |    |    |
| JJ. OO. (Ruta)          | JJ. OO. (Ruta)          | X | —    | No se disputó | No se disputó | No se disputó | 59.º  | No se disputó | No se disputó | No se disputó | No se disputó | 22.º | ND   | ND   | 5.º  | ND   | ND | ND |
| JJ. OO. (CRI)           | JJ. OO. (CRI)           | X | —    | No se disputó | No se disputó | No se disputó | —     | No se disputó | No se disputó | No se disputó | No se disputó | 30.º | ND   | ND   | —    | ND   | ND | ND |
| Mundial en Ruta         | Mundial en Ruta         | — | —    | —             | Ab.           | —             | —     | —             | 62.º          | 21.º          | 29.º          | 60.º | —    | 8.º  | 4.º  |      |    |    |
| Mundial Contrarreloj    | Mundial Contrarreloj    | — | —    | —             | —             | —             | —     | —             | 44.º          | —             | —             | —    | —    | 33.º | —    |      |    |    |
| Europeo en Ruta         | Europeo en Ruta         | X | X    | X             | X             | X             | 19.º  | —             | —             | 15.º          | —             | —    | 47.º | 13.º | —    |      |    |    |
| Letonia en Ruta         | Letonia en Ruta         | — | 4.º  | 3.º           | 4.º           | 4.º           | 3.º   | 10.º          | 8.º           | 1.º           | —             | 1.º  | 5.º  | 3.º  | —    | 1.º  |    |    |
| Letonia Contrarreloj    | Letonia Contrarreloj    | — | —    | —             | —             | —             | 3.º   | 2.º           | 1.º           | —             | —             | 1.º  | 1.º  | 1.º  | —    | 1.º  |    |    |

—: no participa

Ab.: abandono